# Teoria Coulomba-Mohra
Teoria Coulomba-Mohra jest modelem matematycznym opisującym zachowanie sztywnych materiałów takich, jak beton lub nasypy gruzu pod naprężeniem normalnym i ścinającym. Obwiednia zniszczenia ścinającego większości materiałów budowlanych przynajmniej do pewnego stopnia jest opisywana przez tę regułę. Ogólnie teoria znajduje zastosowanie w przypadku materiałów, których wytrzymałość na ściskanie znacznie przekracza wytrzymałość na rozciąganie. W geotechnice i geologii inżynierskiej jest ona stosowana do opisu wytrzymałości na ścinanie gruntów luźnych i skalistych.
Kryterium zniszczenia Coulomba-Mohra przedstawia liniową obwiednię, która może być uzyskana z wykresu wytrzymałości na ścinanie materiału w dziedzinie zadanego normalnego naprężenia. Relacja ta jest wyrażana poprzez wzór:
{\displaystyle \tau =\sigma ~\tan(\phi )+c}
gdzie {\displaystyle \tau } to wytrzymałość na ścinanie, {\displaystyle \sigma } to naprężenie normalne, {\displaystyle c} to wartość przy przecięciu się obwiedniej zniszczenia z osią {\displaystyle \tau } a {\displaystyle \phi } to nachylenie obwiedniej.